# Abdesselem Ben Ismaïl
Abdesselem Ben Ismaïl (arabe : عبد السلام بن اسماعيل), alias « Lagraâ » (الأقرع), né en 1919 à La Goulette et décédé en 1982, est un footballeur tunisien.
Il évolue durant toute sa carrière au poste de défenseur au sein du Club africain.
Abdesselem Ben Ismaïl est le frère d'Khémaïes Ben Ismaïl.

## Carrière
- 1932-1951 : Club africain (Tunisie)[1]

## Palmarès
- Champion de Tunisie : 1947, 1948

## Sélections
- 10 matchs internationaux[1]